# لينارت كوسكينين
لينارت كوسكينين (بالسويدية: Lennart Koskinen)‏ هو قسيس سويدي، ولد في 12 نوفمبر 1944 في هلسنكي في فنلندا.